# آی‌ان‌اس ولا (اس۴۰)
آی‌ان‌اس ولا (اس۴۰) (به انگلیسی: INS Vela (S40)) یک زیردریایی است که طول آن ۹۱٫۳ متر (۲۹۹ فوت ۶ اینچ) می‌باشد. این زیردریایی در سال ۱۹۷۳ ساخته شد.